# École de Tersac
L'école de Tersac est un internat privé hors-contrat mixte du secondaire fondé en 1964 à Meilhan-sur-Garonne (Lot-et-Garonne).

## Historique
L'école de Tersac est créée en 1964 par Jean-Louis Thomas et le latiniste et helléniste Charles Steger. En 1988, Tersac est rachetée par Dominique Berland et Marie-Danielle Claustres Wallig. Ce duo dirige l'école jusqu'en 1992 où l'école est rachetée par Olivier Gautier, professeur d'histoire, ancien de Tersac, et Dominique Gorioux. En 1996, l'uniforme devient obligatoire[réf. nécessaire].
En mars 2018, l'école est vendue au groupe Diderot Éducation. En parallèle du rachat de l'École de Tersac, Diderot Éducation investit dans trois châteaux (le château de la Maison Rouge dans la Sarthe, le château Saint-Lambert en Provence et le château de la Haye, à Longroy en Normandie). « Objectif : se diversifier « dans le secondaire et les internats de prestige ». Investissement en cours : plus de 20 M€ ». La cession de l'école suscite néanmoins d'importants désaccords entre l'ancienne équipe et les nouveaux acquéreurs. En août, une enquête pour travail dissimulé sur le chantier d'aménagement de l'établissement de Meilhan-sur-Garonne est ouverte. En septembre, des retards dans la mise aux normes des locaux et le recrutement du personnel du site de La Bruère-sur-Loir conduisent les responsables à reporter l'ouverture du futur établissement. Le château de Troissy, autre école du groupe Diderot Education, n'a pas effectué sa rentrée. L'école est actuellement fermée, faute d'inscription. Les élèves ayant finalisé l'inscription sont donc dans les deux autres écoles ouvertes du groupe, à savoir l’École de Tersac et l'internat spécialisé dans le E-sport : le château Le Vaillant.
En octobre, la presse rapporte qu'une vingtaine d'employés du site de Meilhan-sur-Garonne se sont vus proposer une rupture conventionnelle par le groupe Diderot Éducation, laquelle a été refusée par l'inspection du travail : les salariés en question ont depuis engagé une procédure prud'homale pour licenciement abusif. La fin de l'année marque une intensification de la crise que traverse l'établissement : des témoignages d'anciens professeurs en burn-out, d'élèves et de parents dénoncent les pratiques du propriétaire de l'école et soulignent un mépris affiché ainsi qu'un « dysfonctionnement chronique », impliquant entre autres des désinscriptions en nombre depuis le début de la rentrée scolaire. En pleine tourmente, le propriétaire Aldrick Allal qualifie tout cela de « polémique de merde », notamment en réaction aux témoignages faisant état de son inclination à pratiquer un « management de la terreur ». Le 13 décembre, le propriétaire Aldrick Allal est mis en garde à vue par la gendarmerie de Marmande, plusieurs faits lui étant reprochés : menaces de mort sur du personnel, management par la terreur, pression sur certaines familles et travail dissimulé. Il est mis en examen dès le lendemain par le parquet d'Agen pour menaces de mort et exécution de travail dissimulé.
En septembre 2020, l'école de Tersac est condamnée au conseil des prud'hommes pour le licenciement de dix anciens salariés. Au rachat de l'école, par le groupe Diderot Éducation, la Dirrecte s'était penchée sur les multiples licenciements par rupture conventionnelle menée au téléphone. Pour la rentrée scolaire 2022-2023, les effectifs de l'école de Tersac chutent fortement, avec moins d'une trentaine d'élèves, bien loin des 140 élèves en 2018.
L'école ferme définitivement en 2024, alors qu'elle comptabilisait deux inscrits pour l'année scolaire 2024-2025.

## Description
L'école propose un internat permanent de la sixième à la terminale, inspirée du modèle anglo-saxon et plus particulièrement des public schools britanniques.
Le site spécialisé en éducation Fabert.com rapporte que « Beaucoup ont accusé l’établissement de ne pas être à la hauteur de sa réputation… médiatique, et à la hauteur des frais de scolarité demandés (entre 20 000 et 25 000 euros l’année) ». Il ajoute que les élèves ont un niveau globalement médiocre et dénonce l'opacité des résultats de cet établissement qui ne présente ses pensionnaires qu'en candidats libres aux examens nationaux.
Olivier Gautier, ancien directeur de l'école de Tersac, a co-publié avec Gabriel Cohn-Bendit un ouvrage qui compare son école « très stricte et traditionnelle » avec « uniforme, barème de sanctions, remise de prix », avec le lycée expérimental de Saint-Nazaire où des jeunes eux aussi « souvent exclus de l'enseignement classique, définissent leur contrat d'apprentissage avec leurs enseignants ».
Organisée autour de trois axes complémentaires, « Savoir, savoir-faire et savoir-être », l'école a mis en place trois enseignements spécifiques y répondant, la méthodologie, le savoir-vivre et l'éthique qui font partie des enseignements obligatoires jusqu'en seconde.
L'École de Tersac est un établissement hors contrat. Le financement est donc entièrement à la charge des familles et le coût de la scolarité est très élevé[source insuffisante].